# Pietryszki Nowe
Pietryszki Nowe (biał. Новыя Пятрышкі, Nowyja Piatryszki; ros. Новые Петришки, Nowyje Pietriszki) – dawny zaścianek na Białorusi, w obwodzie witebskim, w rejonie brasławskim, w sielsowiecie Widze.

## Historia
W latach 1921–1945 zaścianek leżał w Polsce, w województwie nowogródzkim (od 1926 w województwie wileńskim), w powiecie brasławskim, w gminie Widze.
Powszechny Spis Ludności z 1921 roku nie podaje liczby mieszkańców miejscowości. W 1931 w 3 domach zamieszkiwało 16 osób.
Miejscowość należała do parafii rzymskokatolickiej w Wasiewiczach. Podlegała pod Sąd Grodzki w Turmoncie i Okręgowy w Wilnie; właściwy urząd pocztowy mieścił się w Widzach.
Miejscowość została zlikwidowana w 1973 roku.